# Trichostomum spadiceum
Trichostomum spadiceum là một loài rêu trong họ Pottiaceae. Loài này được (Mitt.) J.E. Zetterst. mô tả khoa học đầu tiên năm 1876.